# Danny Szetela
Daniel Grzegorz Szetela, detto Danny (Passaic, 7 giugno 1987), è un ex calciatore statunitense, di origine polacca, di ruolo centrocampista.
Oltre alla nazionalità americana ha anche il passaporto polacco.

## Carriera

### Club
Ha iniziato la stagione 2007-2008 in forza al Racing de Santander, squadra che milita nella Primera División, senza aver mai calcato un terreno di gioco in partite di campionato.
Durante la finestra di mercato invernale di fine gennaio 2008 passa in prestito fino a giugno al Brescia, in Serie B, che si riserva il diritto di acquistare il calciatore a titolo definitivo nel momento in cui scadrà il prestito.
Il 12 luglio 2009 ritorna al Racing Santander per fine prestito. Il 16 luglio 2009 torna negli Stati Uniti, precisamente al D.C. United.
Dopo aver subito un grave infortunio al ginocchio durante il ritiro prima della stagione MLS 2010, Szetela ha subito una meniscectomia parziale il 3 febbraio 2010, per riparare un menisco lacerato al ginocchio destro; tuttavia, non ha avuto successo. Ha subito una seconda operazione fallita nel 2011 prima di sottoporsi a un terzo intervento nello stesso anno che prevedeva un trapianto di menisco da un donatore, che ha avuto successo. Poco dopo, è stato rilasciato dalla DC United.
Il 1⁰ marzo 2010, annuncerà il ritiro dal calcio giocato.
Il ritorno in campo con Icon FC e N.Y Cosmos
Il 1⁰ gennaio 2013, dopo circa 2 anni dopo l'ultima esperienza, firmerà per l'Icon FC, militante nell'American Soccer League, quinta divisione del campionato statunitense.
Il 1⁰ luglio successivo, firmerà per il New York Cosmos, militante nel National Independent Soccer Association (NISA), situato al terzo livello della piramide nordamericana. Szetela è apparso in 13 partite con il Cosmos durante la stagione 2013 e ha segnato il suo primo gol con il Cosmos nella vittoria per 4-0 contro i Carolina Railhawks il 12 ottobre 2013. Szetela è stato nominato nella squadra della settimana della NASL a Settimana 8 e 11 della stagione 2013. Era nella formazione titolare per il NASL Soccer Bowl 2013 e ha aiutato i Cosmos a conquistare il loro sesto titolo NASL di tutti i tempi, sconfiggendo gli Atlanta Silverbacks 1-0.
Il 7 gennaio 2014, Szetela ha firmato un'estensione di contratto con il club.
Durante la stagione primaverile 2014, Szetela ha segnato un gol in otto presenze con il club ed è stato nominato nella squadra della settimana NASL della settimana primaverile 8.
Ha segnato il gol della vittoria nella vittoria casalinga per 3–2 della squadra sugli Atlanta Silverbacks il 13 settembre 2014, guadagnandosi gli onori di Squadra della settimana della NASL e ha segnato di nuovo due settimane dopo nel pareggio per 1–1 della squadra contro l'FC Edmonton mentre una volta è stato nuovamente nominato nella squadra della settimana della NASL per la sua performance.
Ha concluso la regular season 2014 con tre gol e un assist in 23 presenze. Szetela ha concluso la stagione regolare 2015 con 29 presenze con il Cosmos.
Durante la sua permanenza, diventerà uno dei nomi più popolari del club, totalizzando in 3 anni e mezzo,124 presenze e 6 reti.

#### Ultimi anni e ritiro
Il 21 dicembre 2016, firmerà per i San Francisco Deltas, allora militanti nella North American Soccer League.
Il 26 gennaio 2017, tornerà al New York Cosmos, dove però sarà relegato alla seconda squadra. Dopo 5 anni con i Cosmos, Szetela ha rimuginato sul ritiro dopo che la NASL ha sospeso il campionato nel 2018. Rimarrà incollato al club fino al 1⁰ dicembre 2020, data della sua rescissione.
Il 16 marzo 2021, firma per il Morris Elite, club militante nella USL League Two, serie dilettantistica statunitense.
Il 1⁰ agosto 2021, si ritirerà, questa volta ufficialmente, dal calcio giocato.

### Nazionale
Con la Nazionale degli Stati Uniti ha preso parte ai Mondiali Under-17 in Finlandia nel 2003, ai Mondiali Under-20 nei Paesi Bassi nel 2005 e ai Mondiali Under-20 in Canada nel 2007, dove ha messo a segno 3 reti.

## Statistiche

### Presenze e reti nei club
Statistiche aggiornate al 5 novembre 2017.
| Stagione               | Squadra                | Campionato             | Campionato | Campionato | Coppa nazionale | Coppa nazionale | Coppa nazionale | Coppe europee | Coppe europee | Coppe europee | Altre coppe | Altre coppe | Altre coppe | Totale | Totale |
| Stagione               | Squadra                | Comp                   | Pres       | Reti       | Comp            | Pres            | Reti            | Comp          | Pres          | Reti          | Comp        | Pres        | Reti        | Pres   | Reti   |
| ---------------------- | ---------------------- | ---------------------- | ---------- | ---------- | --------------- | --------------- | --------------- | ------------- | ------------- | ------------- | ----------- | ----------- | ----------- | ------ | ------ |
| 2004                   | Columbus Crew          | MLS                    | 8+2        | 0          | USOC            | 0               | 0               | -             | -             | -             | -           | -           | -           | 10     | 0      |
| 2005                   | Columbus Crew          | MLS                    | 16         | 0          | USOC            | 0               | 0               | -             | -             | -             | -           | -           | -           | 16     | 0      |
| 2006                   | Columbus Crew          | MLS                    | 4          | 0          | USOC            | 0               | 0               | -             | -             | -             | -           | -           | -           | 4      | 0      |
| mar.-ago 2007          | Columbus Crew          | MLS                    | 6          | 0          | USOC            | 0               | 0               | -             | -             | -             | -           | -           | -           | 6      | 0      |
| Totale Columbus Crew   | Totale Columbus Crew   | Totale Columbus Crew   | 34+2       | 0          |                 | 0               | 0               |               | -             | -             |             | -           | -           | 36     | 0      |
| 2007-gen. 2008         | Racing Santander       | PD                     | 0          | 0          | CS              | 1               | 0               | -             | -             | -             | -           | -           | -           | 1      | 0      |
| gen.-giu. 2008         | Brescia                | B                      | 10         | 0          | CI              | 0               | 0               | -             | -             | -             | -           | -           | -           | 10     | 0      |
| 2008-2009              | Brescia                | B                      | 16         | 1          | CI              | 1               | 0               | -             | -             | -             | -           | -           | -           | 17     | 1      |
| Totale Brescia         | Totale Brescia         | Totale Brescia         | 26         | 1          |                 | 1               | 0               |               | -             | -             |             | -           | -           | 27     | 1      |
| lug.-nov. 2009         | D.C. United            | MLS                    | 4          | 0          | USOC            | 0               | 0               | CCL           | 5             | 0             | -           | -           | -           | 8      | 0      |
| mag. 2013              | Icon F.C.              | -                      | -          | -          | USOC            | 1               | 0               | -             | -             | -             | -           | -           | -           | 1      | 0      |
| lug.-nov. 2013         | New York Cosmos        | NASL                   | 13+1       | 1          | -               | -               | -               | -             | -             | -             | -           | -           | -           | 14     | 1      |
| 2014                   | New York Cosmos        | NASL                   | 14+2       | 0          | USOC            | 1               | 0               | -             | -             | -             | -           | -           | -           | 17     | 0      |
| 2015                   | New York Cosmos        | NASL                   | 24+2       | 0          | USOC            | 3               | 0               | -             | -             | -             | -           | -           | -           | 29     | 0      |
| 2016                   | New York Cosmos        | NASL                   | 24+1       | 1          | USOC            | 3               | 1               | -             | -             | -             | -           | -           | -           | 28     | 2      |
| dic. 2016-gen. 2017    | San Francisco Deltas   | -                      | -          | -          | -               | -               | -               | -             | -             | -             | -           | -           | -           | -      | -      |
| 2017                   | New York Cosmos        | NASL                   | 22+1       | 1          | USOC            | 1               | 1               | -             | -             | -             | -           | -           | -           | 24     | 2      |
| Totale New York Cosmos | Totale New York Cosmos | Totale New York Cosmos | 97+7       | 3          |                 | 8               | 2               |               | -             | -             |             | -           | -           | 112    | 5      |
| Totale carriera        | Totale carriera        | Totale carriera        | 161+9      | 4          |                 | 11              | 2               |               | 5             | 0             |             | -           | -           | 186    | 6      |

### Cronologia presenze e reti in nazionale
| Cronologia completa delle presenze e delle reti in nazionale ― Stati Uniti | Cronologia completa delle presenze e delle reti in nazionale ― Stati Uniti | Cronologia completa delle presenze e delle reti in nazionale ― Stati Uniti | Cronologia completa delle presenze e delle reti in nazionale ― Stati Uniti | Cronologia completa delle presenze e delle reti in nazionale ― Stati Uniti | Cronologia completa delle presenze e delle reti in nazionale ― Stati Uniti | Cronologia completa delle presenze e delle reti in nazionale ― Stati Uniti | Cronologia completa delle presenze e delle reti in nazionale ― Stati Uniti |
| Data                                                                       | Città                                                                      | In casa                                                                    | Risultato                                                                  | Ospiti                                                                     | Competizione                                                               | Reti                                                                       | Note                                                                       |
| -------------------------------------------------------------------------- | -------------------------------------------------------------------------- | -------------------------------------------------------------------------- | -------------------------------------------------------------------------- | -------------------------------------------------------------------------- | -------------------------------------------------------------------------- | -------------------------------------------------------------------------- | -------------------------------------------------------------------------- |
| 16-10-2007                                                                 | Basilea                                                                    | Svizzera                                                                   | 0 – 1                                                                      | Stati Uniti                                                                | Amichevole                                                                 | -                                                                          | 84’                                                                        |
| 22-6-2008                                                                  | Bridgetown                                                                 | Barbados                                                                   | 0 – 1                                                                      | Stati Uniti                                                                | Qual. Mondiali 2010                                                        | -                                                                          | 66’                                                                        |
| 15-10-2008                                                                 | Port of Spain                                                              | Trinidad e Tobago                                                          | 2 – 1                                                                      | Stati Uniti                                                                | Qual. Mondiali 2010                                                        | -                                                                          | 83’                                                                        |
| Totale                                                                     |                                                                            | Presenze                                                                   | 3                                                                          |                                                                            | Reti                                                                       | 0                                                                          |                                                                            |